# Coppa CEV 2011-2012 (maschile)
La Coppa CEV di pallavolo maschile 2011-2012 è stata la 40ª edizione del secondo torneo pallavolistico europeo per squadre di club; iniziata a partire dal 18 ottobre 2011, si è conclusa il 1º aprile 2012. Al torneo hanno partecipato 36 squadre e la vittoria finale è andata per la seconda volta alla Dinamo Mosca.

## Regolamento
Al torneo inizialmente hanno partecipato 32 squadre che si sono sfidate in diverse fasi ad eliminazione diretta, suddivise in sedicesimi di finale, ottavi di finale e quarti di finale: le 4 squadre qualificate hanno quindi disputato la Challenge Round affrontando 4 squadre eliminate durante la fase a gironi della Champions League 2011-12; hanno quindi proseguito con semifinali e finale.

## Squadre partecipanti
| - Aich/Dob - Herk-de-Stad - Roeselare - Kakanj - Anorthōsīs - HAOK Mladost - Mladost Kaštela - Audentese - Perungan Pojat - Tampereen Isku - Arago de Sète - Cannes | - Charlottenburg - Īraklīs Salonicco - Lamia - Maccabi Tel Aviv - Gabeca - Budućnost Podgorica - Dynamo Apeldoorn - Asseco Resovia - AZS Częstochowa - Baia Mare - Dinamo Bucarest - Remat Zalău | - Belogor'e - Dinamo Mosca - Stella Rossa - Kamnik - ACH Volley - Almería - Losanna UC - Näfels - Fenerbahçe - Halkbank - İstanbul BB - Lokomotyv Charkiv |

## Sedicesimi di Finale

### Squadre qualificate
| - Halkbank - Dynamo Apeldoorn - Belogor'e - Charlottenburg - Cannes - Herk-de-Stad - İstanbul BB - Lamia | - Gabeca - Dinamo Mosca - Näfels - Budućnost Podgorica - Roeselare - Asseco Resovia - Arago de Sète - Stella Rossa |

## Ottavi di finale

### Squadre qualificate
- Halkbank
- Charlottenburg
- Lamia[5]
- Gabeca
- Dinamo Mosca[3]
- Roeselare
- Asseco Resovia
- Arago de Sète

## Quarti di finale

### Squadre qualificate
- Gabeca
- Dinamo Mosca
- Roeselare
- Asseco Resovia

## Challenge Round

### Squadre qualificate
- ACH Volley
- Gabeca
- Dinamo Mosca
- Asseco Resovia[3]

## Semifinali

### Squadre qualificate
- Asseco Resovia
- Dinamo Mosca[6]

## Finale

### Squadra campione
- Dinamo Mosca